# The Zimmers
The Zimmers är ett brittiskt rockband som tros ha världens äldsta bandmedlemmar.
Bandets äldsta medlem var Buster Marin (fullständigt namn Pierre Jean Martin) som sade sig vara född 1906. Vissa tvivel finns dock om hans verkliga ålder och några källor indikerar att han är född 1913. Buster Martin dog 12 april 2011, om han var född 1906 (datum: 1 september) var han då 104 år gammal. Gruppens före detta sångare Alf Carretta dog i juni 2010, 93 år gammal. 
Gruppen har tagit namnet The Zimmers av zimmer frame som är det brittiska ordet för rullator.